# Rackspace
Rackspace US, Inc. хостинг-провайдер, расположенный в Сан-Антонио, Техас. Компания также имеет офисы в Австралии, Великобритании и Гонконге, и дата-центры в Техасе, Иллинойсе, Виргинии, Великобритании, Гонконге и Австралии.
В 2011 году компания была названа одним из 100 лучших мест для работы по версии журнала Fortune.

## История
В 1996 году Ричард Ю открыл небольшого интернет-провайдера Cymitar Network Systems из своей гаражной квартиры в Сан-Антонио, штат Техас. Компания начала заниматься разработкой приложений, предлагая базовый доступ в Интернет и веб-хостинг . В 1997 году Ю привел Дирка Элмендорфа. Когда компания начала разрабатывать интернет-приложения в качестве основного бизнеса, компания была преобразована в Cymitar Technology Group. По мере роста Cymitar Technology Group Патрик Кондон был завербован из Калифорнии и присоединился к команде в 1998 году. По совпадению, все три основателя компании были студентами одновременно в Университете Тринити в Сан-Антонио.
Хотя основатели начинали как разработчики приложений для конечных пользователей, они обнаружили, что большинство компаний не знают, как или хотят размещать свои приложения. Основатели хотели сосредоточиться на разработке приложений, а не на хостинге, но они не смогли найти возможность передать работу хостинга на аутсорсинг. В конце концов, основатели поняли, что было бы лучше создать продукт для удовлетворения потребностей хостинга и запустить его как компанию. Rackspace был запущен в октябре 1998 года с Ричардом Ю в качестве генерального директора . Хотя большинство хостинговых компаний сосредоточились на технологии хостинга, Rackspace создала свою «Фанатическую поддержку», предлагая сосредоточиться на обслуживании и поддержке. 28 марта 2000 г. Rackspace получила финансирование от ведущего инвестора Norwest Venture Partners иСеквойя Капитал . Джордж Дж. Стилл-младший, управляющий партнер Norwest, впоследствии вошел в совет директоров.
Логотип Rackspace до 2008 года
В 2008 году Rackspace переместила свою штаб-квартиру из здания, которое когда-то занимала корпорация Datapoint, в незанятый тогда Windsor Park Mall в Виндкресте, штат Техас . Председатель Rackspace, Грэм Уэстон, владел зданием Montgomery Ward в торговом центре до 2006 года, когда оно было продано застройщику. Город Виндкрест приобрел 111 акров (0,45 км 2) к югу от торгового центра, чтобы создать жилой и торговый комплекс. Учреждение находится рядом со средней школой Рузвельта, и многие ученики Рузвельта стажируются в Rackspace. [ цитата нужна ]
Фортуна ' s «Топ 100 лучших компаний для работы на 2008 год» размещены Rackspace под № 32 в первый годчто Rackspace применяется для рассмотрения. Компания получила высокую оценку за прозрачность. Проводятся регулярные встречи «Открытая книга», где лидеры высшего уровня делятся всесторонней финансовой информацией со всеми сотрудниками. В 2011 и 2013 годах компания была названа Fortune одним из 100 лучших мест для работы.
8 августа 2008 года Rackspace открылась для торговли на Нью-Йоркской фондовой бирже под тикером «RAX» после ее первичного публичного размещения (IPO), на котором она привлекла 187,5 млн долларов. Первичное публичное размещение акций включало 15 000 000 обыкновенных акций по цене 12,50 долл. США за акцию. IPO не удалось на публичном рынке и почти сразу потерял около 20 % своей первоначальной цены.
Около 15:45 CST 18 декабря 2009 года в Rackspace произошел сбой в работе клиентов, использующих свои центры обработки данных в Далласе и Форт-Уэрте, в том числе в Rackspace Cloud.
8 сентября 2010 года Rackspace привлекло внимание всей страны, когда они решили прекратить предоставлять услуги веб-хостинга одному из своих клиентов, Dove World Outreach Center . Это было в ответ на план пастора Голубя Мира Терри Джонса записать несколько копий Корана.в годовщину терактов 11 сентября. Rackspace утверждает, что это нарушило политику их компании. Этот шаг подвергся критике, особенно со стороны самого Терри Джонса, который назвал его «косвенным посягательством на нашу свободу слова». Другие подвергли сомнению уместность действий Rackspace, заявив, что «у веб-хостов нет абсолютно никаких оснований для того, чтобы иметь редакционную политику, и это только придает Джонсу больше внимания и заставляет его выглядеть более преследуемым».
В августе 2016 года было подтверждено, что Apollo Global Management достигла соглашения о покупке компании за 4,3 миллиарда долларов. Продажа была завершена в ноябре 2016 года, а Rackspace официально завершила торги на Нью-Йоркской фондовой бирже 3 ноября 2016 года.
В мае 2017 года генеральный директор Тейлор Роудс объявил, что 16 мая покидает компанию, чтобы работать в небольшой частной компании в другом городе. В мае 2017 года Rackspace назвала Джо Иазора своим новым генеральным директором. В апреле 2019 года компания назвала Кевина Джонса своим новым генеральным директором.

## Приобретения
22 октября 2008 года Rackspace объявила о покупке поставщика облачных хранилищ Jungle Disk и поставщика VPS SliceHost.
16 февраля 2012 года Rackspace приобрела SharePoint911, консалтинговую компанию Microsoft SharePoint, расположенную в Цинциннати, штат Огайо.
25 мая 2017 года Rackspace объявила о соглашении о приобретении решений TriCore.
11 сентября 2017 года Rackspace объявила о планах приобретения Datapipe.
17 сентября 2018 года Rackspace объявила о приобретении RelationEdge.
4 ноября 2019 года Rackspace объявила о планах приобретения Onica.
Другие приобретения включают Cloudkick , Anso Labs, Mailgun, ObjectRocket , Исключительные облачные сервисы и ZeroVM .